# Межуевка (Никопольский район)
Межуевка (укр. Межуївка) — село,
Лошкарёвский сельский совет,
Никопольский район,
Днепропетровская область,
Украина.
Код КОАТУУ — 1222983406. Население по переписи 2001 года составляло 27 человек.

## Географическое положение
Село Межуевка находится на левом берегу реки Базавлук,
выше по течению на расстоянии в 2 км расположен посёлок Лошкарёвка (Софиевский район),
ниже по течению на расстоянии в 0,5 км расположено село Лошкарёвка.
Рядом проходит железная дорога, станция Лошкаровка в 2,5 км.